# 한화 이글스
한화 이글스(Hanwha Eagles)는 대한민국의 대전광역시를 연고지로 하는 KBO 소속 프로야구단이다. 홈 구장은 대전광역시 중구 부사동의 대전한화생명볼파크이다. 제2구장은 충청북도 청주시 서원구 사직동의 청주야구장이고, 퓨처스 구장은 충청남도 서산시 성연면의 서산야구장이다. 현재와 같은 지역을 연고지로 1986년 3월 8일에 빙그레 이글스라는 이름으로 창단되었다가 1993년 11월 1일에 한화 이글스로 구단 명칭을 변경하였다.

## 역사

### 빙그레 이글스

#### 창단 ~1987년(배성서 감독 시대)
1985년 한국 프로 야구 리그 참가를 희망한 한화그룹에서 1월 15일 창단 준비 위원회를 발족시킨다. 다음 날인 1월 16일 한국야구위원회로부터 제 7구단으로 승인받게 되고 3월 11일 연고지를 대전으로 삼은 빙그레 이글스 야구단이 설립되고 감독으로 배성서 감독이 취임한다. 그 해엔 2군 리그에 참가했다.
1986년 3월 8일 대전 한밭종합운동장 야구장에서, 3월 9일 청주 청주야구장에서 빙그레 이글스 창단식을 개최한다. 그 해 처음으로 1군 리그에 참가했다. 전기 리그는 7위로 마감했으나 후기 리그엔 삼미 슈퍼스타즈의 해체로 트레이드 된 장명부와 이상군의 활약으로 6위를 한다. 하지만 신생 구단의 한계와 얕은 선수 층으로 정규 리그 7위를 기록했다.
1987년 빙그레 이글스의 2번째 시즌에는 전기리그 6위와 후기리그 공동 5위로 정규리그 6위를 달성했다. 그 해 처음으로 빙그레 이글스에서 외야수 이정훈 선수가 신인왕으로 올랐다. 선수들의 부진으로 배성서 감독은 사임하고 다음 감독으로 김영덕이 취임했다.

#### 1988년~1993년(김영덕 감독 시대)

##### 1988년
1988년에 3년 계약 기간이 만료된 배성서 감독과 재계약을 포기하고 김영덕 감독을 영입하여 정규 시즌을 2위로 마감한 빙그레 이글스는 플레이오프에서 삼성 라이온즈를 상대로 3전 전승으로 물리치고 창단 이래 처음으로 한국시리즈에 진출한다. 정규 리그 1위 팀 해태 타이거즈와 일전을 벌이게 되는데, 내리 3경기를 지게 된다. 그 후 2경기를 잡고 분위기를 타는 듯 했으나, 결국 6차전에서 패배를 당해 2승 4패로 준우승에 머무는데 쓸만한 장거리포 타자 부재에 시달린 것이 컸으며 이에 빙그레는 한국시리즈 종료 뒤 김용철 이종두 등 타 팀 간판타자 뿐 아니라 1972년 말 일본 전체 12개 구단에서 스카우트 경쟁을 펼쳐 화제가 된 재일동포 나카네 마사히로(한국명 김정광) 등 쓸만한 강타자 영입을 시도했으나 이런저런 사정 때문에 좌절됐다.

##### 1989년
창단 4년 만에 빙그레 이글스는 6할의 승률을 기록하며 정규 시즌 우승을 한다. 준 플레이오프에서는 태평양 돌핀스가 삼성 라이온즈를 이기고 올라왔고, 플레이오프에서는 해태 타이거즈가 태평양을 잡았다. 1988년에 이어 또 다시 빙그레 이글스와 해태 타이거즈가 만났다. 1차전에서는 빙그레가 에이스 이상군의 호투와 이강돈의 홈런으로 승리하였다. 2차전에서도 4대 2로 앞선 상황이었지만 유격수 장종훈이 공을 뒤로 빠뜨리는 실책을 저지르면서 4대 4 동점, 이어 희생플라이까지 맞으며 역전패하고 만다. 결국 그 후 3경기를 모두 지면서 1승 4패로 두 번째 준우승을 기록하게 되는데 주축선수 한희민 이정훈이 부상으로 한동안 연습을 못해 힘이 더욱 떨어져 1차전 승리 이후 4연패했고 장종훈은 한국시리즈 2차전에서의 결정적인 실책 외에도 시즌 후 OB 김진욱과의 트레이드설이 있었지만 강병철 코치, 노진호 사장의 반대로 팀에 남았는데 나이가 들면서 배트 스피드가 갈수록 떨어진 데다 방망이가 뒤에서 돌아나와 강속구 대처가 잘 안 됐다.
이에 팀에서도 분위기 쇄신과 체질 변화를 위해 장종훈 트레이드를 생각하기도 했었는데 99년 한화 감독으로 부임한 이희수 감독은 장종훈만 가지곤 안 된다고 판단하여 로마이어를 영입했으며 1989년 시즌 후 장종훈과 김진욱 맞트레이드설 당시 OB 감독이자 이희수 감독의 뒤를 이어 2001년 한화 감독으로 부임한 이광환 감독도 장종훈의 비중을 줄여가려 했다.
더군다나, 2003년 부임한 유승안 감독은 아예 장종훈을 드러내놓고 배제하려 했지만 이희수 이광환 감독이 그랬던 것처럼 완전히 배제하는 데 실패했는데 감독 재임 2년 동안 장종훈 등 노장 선수들을 지나치게 외면 한 탓인지 많은 팬들의 반발을 사 재계약에 실패했다.
게다가, 장종훈은 2004년 시즌 후 부임한 김인식 감독이 두산 감독으로 재적할 당시 제자였던 이도형에게 밀려 지명타자로서 설 자리를 잃어 2005년에는 고작 7경기 밖에 출전하지 못했고 결국 그 해 말 은퇴했다.

##### 1990년
빙그레 이글스는 정규 시즌 3위를 기록했다. 준 플레이오프에서 삼성에게 2패를 당하여, 포스트 시즌을 마감했는데 한화(당시 빙그레) 재단인 북일고 감독을 역임했던 김영덕이 1988년 빙그레 감독으로 부임하면서 강병철이 수석코치를 맡았으며 이 과정에서 그 해(1990년) 소위 '종신감독 파동' 등 북일파와 비북일파 사이의 갈등이 있었고 주전 유격수 장종훈이 시즌 막판 어깨부상에 시달렸으며 이 탓인지 같은 해 시즌에는 페넌트레이스 1위를 달렸다가 후반기에 페이스가 떨어져 준플레이오프 2패로 탈락했는데 장종훈은 1차전대타로만 출전했으며 장종훈 외에도 이정훈 등 타자 쪽에서 부상 선수가 많았다.
정규리그 4위였던 삼성이 빙그레(3위), 해태(2위)를 연달아 물리치고 한국시리즈에 진출하면서 빙그레는 최종 순위 4위로 시즌을 마감했으며 이 과정에서 김영덕 감독과 불화가 있었던 김성갑, 고원부, 유승안, 한희민 등 대부분의 비북일파 출신들이 뒷날 다른 팀으로 트레이드되거나 방출되는 수모를 겪었다.

##### 1991년
빙그레 이글스는 정규 시즌 2위에 올랐다. 롯데 자이언츠를 꺾고 올라온 삼성 라이온즈와 플레이오프에서 만났다. 결과는 3승 1패로 빙그레 이글스가 한국시리즈에 올라갔다. 한국시리즈에서 정규 시즌 우승 팀인 해태 타이거즈와 3번째로 만났다. 하지만 단 한 경기도 이기지 못하고 0승 4패로 스윕당하며 또 다시 준우승에 머물러야 했는데 그 해 주전 유격수 황대연이 플레이오프 1차전에서 연습 도중 허리를 다쳐 시즌을 마감해 내야수비에서 허점을 드러낸 것이 컸다.

##### 1992년
이 해 빙그레 이글스는 역대 최강의 전력을 자랑했다. 81승 2무 43패(승률 .651)로 2위 해태와 10.5 경기차의 압도적인 1위를 차지했다. 팀 홈런 146개를 기록하였으며, 신인 정민철은 14승(13선발승), 송진우는 19승(8구원승이 포함되어 있어 그 해 최다 선발승은 윤학길 이강철 (이상 17선발승)에게 돌아감), 이상군도 10승(5선발승)을 했고, 팀의 주축 거포 장종훈은 무려 41개의 홈런을 날렸다. 이정훈은 타율 0.360라는 고타율을 기록하고 25개의 홈런을 날렸으며, 이강돈도 0.320의 타율과 13개의 홈런을 날렸다.
정규 시즌을 우승한 빙그레는 삼성과 해태를 꺾고 올라온 정규 시즌 3위 롯데 자이언츠와 격돌했다. 이글스 팬들은 그동안 번번이 자신들의 앞을 가로 막았던 해태가 아니었기에 이번에는 첫 우승을 하리라 믿어 의심치 않고 있었다. 하지만 예상과 달리 결과는 또 다시 1승 4패의 준우승이었고, 이로써 빙그레의 4번째 한국시리즈 도전도 실패로 끝났는데 전년도 주전 유격수였던 황대연이 1991년 플레이오프 1차전에서 연습 도중 허리를 다쳐 시즌을 마감한 데다 같은 해 한국시리즈 종료 후에는 군 입대를 하여 내야수비가 갈수록 부실해져 정규시즌에서 132개 실책으로 최다실책 2위를 기록했고 이렇다할 대형투수(15선발승 이상)(당시 한국시리즈 진출 팀이었던 롯데가 15선발승 이상 투수를 2명 배출(윤학길 17선발승 염종석 15선발승))를 확보하지 못한 것이 컸다.
특히, 전년도 16선발승으로 최다 선발승을 기록한 한용덕이 그 해(1992년) 6승을 올린 후 5월 20일부터 1승도 없이 8연패하는 등 극심한 부진을 보여 결국 9승(모두 선발) 11패로 마감해야 했고 급기야 다음 해(1993년)까지 2년 연속 9선발승(전년도와 똑같은 11패)에 그쳤으며 한용덕과 같은 대전 출신인 정민철도 같은 해(1992년) 시즌 중반 부상으로 결장하자 좌완 소방수 송진우가 전천후로 등판해야 했다.

##### 1993년
이 해 빙그레 이글스는 부진에 시달렸다. 주축 외야수 이정훈 선수가 부상을 당했고, 장종훈 선수도 부상을 당해 시즌 아웃되었다. 베테랑 투수 한희민은 김영덕 감독과 갈등을 빚어 삼성 라이온즈로 박철희를 상대로 현금 트레이드되었고 다른 투수들은 부진했다. 이 시즌 동안은 프로 2년차를 맞이했던 투수 정민철이 13승을 거두며 홀로 고군분투했다. 1993년에는 좌완 투수 구대성 선수가 1차 지명을 받아 입단한 해이기도 했지만 구대성은 기대와 달리 프로 데뷔 첫 해에 부진했다. 1993년 빙그레 이글스는 명성에 걸맞지 않게 부진했다. 정규 시즌 5위로 마감한 빙그레 이글스는 이제 더 이상 "빙그레"라는 이름을 사용하지 않게 되었다. 시즌 후 그 해 11월 1일 모그룹명을 팀명으로 쓰기로 하고 한화 이글스로 구단명을 바꾸었다. 그리고 김영덕 감독도 계약 기간이 만료된 후 빙그레를 떠나게 되어 김영덕 감독의 퇴장과 함께 빙그레의 전성기도 막을 내렸다.
한편, 1989년부터 다이에 호크스의 가을 캠프에 유망주들을 보냈지만 김영덕 감독과 달리 소위 '미국통'이었던 강병철 감독이 부임하면서 일본과의 커넥션이 끊어지기도 했는데 역대 최고인 8연속 10선발승 이상(92~96년 13선발승 97년 14선발승 98년 10선발승 99년 17선발승)을 기록한 정민철과 포크볼의 황제 이상목, 고졸신인으로 들어와 아쉽게 규정타석을 채우지 못했음에도 3할을 치며 팬들의 기대를 한몸에 받은 박지상 (이상 94년)을 끝으로 다이에 캠프 보이들이 대가 끊겼다.
아울러, 빙그레는 1991년부터 1993년까지 2군감독을 공석으로 둘 만큼 파행적인 2군 운영을 해 오기도 했으며 1993년 11월 1일부터 한화로 구단명칭을 바꾼 뒤 백기성 전 해태 코치를 같은 달 25일 2군감독(3년 계약)으로 영입했다.

### 한화 이글스

#### 1994년 ~ 1998년 (강병철 감독 시대)
새롭게 구단명을 바꾸고 강병철 감독이 사령탑을 맡았지만 1994년부터 1998년까지 한화는 5년 동안 두 차례 포스트 시즌에 진출하는 데 그쳤다. 1994년 길배진, 1995년 신재웅 등 1차 지명 선수가 거듭 실패하면서 세대교체 작업도 여의치가 않았다. 다행인 것은 1996년 신인 드래프트에서 향후 팀의 새로운 주축이 될 선수들을 대거 지명했다는 점이었다. 그 해 한화는 신인 지명에서 이영우, 송지만, 김수연, 임수민, 이상열, 심광호, 홍원기 등을 선택하며 세대교체의 물꼬를 트는 데 성공했다. 그중 임수민, 이영우, 송지만은 1999년 한국시리즈 우승에 기여하였다. 여기에 마운드에서는 기존의 송진우와 정민철이 좌·우 에이스로 확고히 자리를 잡았고, 데뷔 첫 해 실망스러웠던 투수 구대성이 ‘대성불패’로 거듭났다.
한편, 강병철 감독은 부임과 함께 북일고 출신들을 대부분 홀대나 퇴출시킬 계획을 세웠는데 이 과정에서 김상국, 이상군 등 대부분 북일고 출신 선수들이 강병철 감독 때문에 다른 팀으로 강제 이적당하거나 은퇴식 없이 은퇴하는 등 선수 생활의 끝이 좋지 않았지만 또다른 북일고 출신이었던 한용덕은 워낙 팀에서 독보적인 존재라 계속 잔류했다.

#### 1998년 ~ 2000년 (이희수 감독 시대)

##### 1998년
강병철 감독이 성적 부진의 이유로 올스타전이 한창 진행 중이던 1998년 7월 9일에 경질당했다. 강병철 감독은 한화 이글스 역대 감독 중 한대화 감독과 김성근 감독과 더불어 계약 기간을 채우지 못하고 경질된 감독이다. 북일고등학교 감독 출신 수석코치 이희수가 감독 대행으로 남은 시즌을 치렀고, 시즌 후 정식 감독이 되었다.

##### 1999년
1999년부터 새로이 양대 리그가 출범함에 따라, 각 리그 1·2위 팀이 상대 리그의 1·2위와 교차로 플레이오프를 치르게 되었다. 매직 리그 2위인 한화 이글스는 드림 리그 1위인 두산 베어스를 맞이하여 4전 전승으로 1999년 한국시리즈에 진출하였다. 드림 리그 2위인 롯데 자이언츠는 매직 리그 1위인 삼성 라이온즈와의 대결에서 7차전까지 가는 접전 끝에 4승 3패로 한국시리즈에 진출하였다. 그 해 외국인 타자 댄 로마이어와 제이 데이비스가 힘을 보탰으며, 로마이어는 그 해 45홈런을 기록했다. 정민철은 무려 18승을 기록했다.
모두 5차전을 벌인 결과 롯데 자이언츠를 4승 1패로 누르고 한화 이글스는 한국시리즈에서 우승하였다. MVP는 구대성으로 선정되었다.

##### 2000년
우승 다음해인 2000년, 3할 타자 3명-20홈런 타자가 5명이나 되는 타선을 갖고도 시즌 7위로 추락했다. 투수진 운영에 애를 먹었기 때문이다. 이 시기 한화 이글스의 약점은 불펜이었다. 1999년 18승을 기록한 에이스 정민철의 요미우리 자이언츠 진출에 이어 지난해 14승을 거둔 이상목이 부상으로 이탈하였다. 시즌 후 이희수 감독과 재계약을 포기했고, 다혈질의 댄 로마이어는 방출되었다. 시즌 후 구대성도 일본 프로 야구에 진출했다.

#### 2001년 ~ 2002년 (이광환 감독 시대)
갑작스런 구대성의 공백에 한화는 2001년 내내 마무리 투수 부재에 시달렸고, 2002년에는 장종훈이 역대 최악의 성적(타율 .248/12홈런)을 기록하며 급격한 노쇠화를 보였다. 2001년 5할이 안 되는 승률로 4위에 올랐지만 준플레이오프에서 두산 베어스에게 2연패를 당하며 탈락했다. 그 해 1차 지명으로 입단한 신인 내야수 김태균이 신인왕을 차지했다. 2002년 7위를 기록한 후 이광환 감독은 경질되었으며 후임으로는 이광환 감독이 2년 계약을 맺으면서 감독 부임할 당시 수석코치를 맡았던 사람이자 지역연고(대전) 출신인 윤동균 코치가 거론됐지만 갑작스럽게 팀을 떠나 좌절됐고 이광환 감독의 LG 감독 1기 시절 후임이었던 천보성 전 LG 감독에게도 제안이 갔으나 불발되자 유승안 전 코치가 이광환 감독의 후임으로 발탁됐는데 유승안 감독은 이광환 감독 후임 물망에 한때 거론된 윤동균 전 코치의 OB 감독 시절 후임 물망에 오른 백인천 감독이 그랬던 것처럼 경동고 - MBC 출신, 포수, 엽기적이면서 이상한 성격, 늙은 선수들을 좋아하지 않는 점, 서북식 발성과 발음 등의 공통점을 가졌다.

#### 2003년 ~ 2004년 (유승안 감독 시대)
유승안 감독이 부임한 이후에도 2003년 5위, 2004년 7위로 부진하였으며 유승안 감독은 의욕적으로 세대교체에 나선 것이 좋았으나 노장 선수들을 지나치게 외면하여 2년 연속 포스트시즌 진출에 실패했다. 2003년 시즌 후 프런트와의 마찰로 1999년 한국시리즈 우승 멤버였던 외야수 송지만을 잃게 되었다.

##### 2004년 유승안 시프트 사건
2004년 6월 25일 잠실 두산전에서 3:0으로 뒤지고 있던 8회. 1사 만루의 위기, 타자는 외야수 최경환이었다. 안타 하나에도 2점이 날 수 있기 때문에 더 이상 점수 차가 벌어지면 경기가 힘들어질 수 있겠다고 판단한 한화 이글스의 유승안 당시 감독은 무조건 내야 병살을 유도하기 위해 시프트를 지시하게 된다. 그에 따라 유승안 감독은 좌익수 이영우를 내야로 불러들이는 내야 5인 수비망을 펼친다. 땅볼만 나왔다면 병살로 처리할 수 있었겠지만 결과는 좌측으로 날아가는 2타점 적시타였다. 이영우가 제 수비 위치에 있었다면 충분히 잡을 수 있는 타구였지만 좌익수가 없는 바람에 1점을 막으려다가 도리어 2점을 내주고 말았다. 이는 일명 유승안 시프트 사건으로 회자되고 있다.

#### 2005년 ~ 2009년 (김인식 감독 시대)

##### 2005년
김인식 감독의 부임 첫 해로 정규 시즌 4위의 성적으로 포스트 시즌에 진출하여 준 플레이오프에서 SK 와이번스와 맞붙어 3승 2패로 플레이오프에 진출하였으나 플레이오프에서 두산 베어스에 3전 전패를 당해 한국시리즈 진출이 좌절되었다.

##### 2006년
‘괴물 투수’ 류현진의 등장은 놀라웠다. 좌투수 류현진은 한화 이글스의 2차 1순위 지명으로 입단하여 18승 6패 1세이브를 기록, 프로 데뷔 첫 해인 2006년 다승·평균 자책·탈삼진 1위로 투수 트리플 크라운에 오르며 신인상과 MVP를 동시에 석권했다. 그리고 문동환도 16승 9패라는 뛰어난 성적을 거두었고 미국에서 복귀한 구대성은 37세이브, 방어율 1.82로 한화의 뒷문을 걸어 잠갔다. 노장 투수들과 신인 투수의 완벽한 조화로 정규 시즌을 3위로 마감한 한화 이글스는 4위 팀인 KIA 타이거즈와 준 플레이오프에서 만났다.
준 플레이오프에서 정규리그 3·4위를 각각 기록한 한화 이글스와 KIA 타이거즈가 격돌하였다. 한화 이글스가 KIA 타이거즈에 2승 1패를 기록하며 플레이오프에 진출하였다. 플레이오프에서 정규 리그 2위인 현대 유니콘스에 1차전을 내주었지만, 남은 세 경기를 모두 이기면서 한화 이글스가 2006년 한국시리즈에 진출하여 삼성 라이온즈와 맞붙게 되었다. 한화는 1999년 이후 7년 만에 정상을 노렸지만 1승 1무 4패로 준우승하여 아쉽게 다음을 기약해야 했다. 이 해를 마지막으로 오랫동안 한화와 함께한 제이 데이비스가 떠났다.

##### 2007년
제이콥 크루즈와 세드릭 바워스를 영입하면서 정규 시즌 3위의 성적으로 포스트 시즌에 진출하여 정규 시즌 4위 삼성 라이온즈와 맞붙었다. 2승 1패로 삼성 라이온즈에게 2006년 한국시리즈 패배를 되갚으며 플레이오프에 진출하였다. 플레이오프에서 두산 베어스와 맞붙었으나 2005년에 이어 3전 전패의 성적으로 또 다시 한국시리즈 진출이 좌절되었다.

##### 2008년: 기나긴 암흑기의 시작
외야수 덕 클락과 좌투수 브래드 토머스를 영입하고 시즌 중반까지 상위권을 유지했으나, 시즌 중반을 지나 주전 선수들의 부진과 부상, 베이징 올림픽의 후유증 등으로 인하여 정규 시즌 5위로 시즌을 마감하였다. 대신 베이징 올림픽 금메달로 핵심 투수 류현진이 병역을 해결한 게 다행이었고, 소집 해제로 돌아온 투수 마정길이 새로운 셋업맨으로 부상하였다.

##### 2009년
외야수 덕 클락이 시즌 후 재계약에 실패하고 넥센 히어로즈와 계약하여 이적했지만, 투수 브래드 토머스와 재계약하였고 우투우타 외야수인 빅터 디아즈를 영입하여 투타 강화를 꾀했다. 그러나 디아즈의 떨어지는 수비력과 효율성 없는 타격 능력 등을 고려하여 시즌 도중 빅터 디아즈를 방출하고 투수 에릭 연지를 영입하여 남은 시즌을 소화했지만 기대에 미치지 못했다. 또한 팀 내 최고의 타자 김태균이 4월까지 타율 4할을 넘기는 등 맹활약하였으나, 4월 26일 두산 베어스의 포수 최승환과 홈 승부 도중 충돌하며 뇌진탕 증세를 보였고, 이후 페이스가 급락하며 팀의 타격을 책임지는 데 실패했다. 이 시즌에는 KIA 타이거즈에서 신종길을 상대로 한 트레이드로 영입한 외야수 강동우의 분전에도 불구하고 전술한 여러 악재로 인하여 정규시즌 8위를 기록함으로써 1986년 팀 창단 원년 이후로 최초로 최하위를 기록하는 불명예를 당하게 된다. 한편 팀의 레전드 투수인 송진우와 정민철이 이 시즌을 마지막으로 현역에서 은퇴하였으며, 두 선수의 배번인 21번과 23번은 영구 결번 처리되었다. 김인식 감독은 계약 기간이 만료되어 물러났다. 시즌 후 내야수 이범호와 김태균이 FA를 선언하고 일본 프로 야구에 진출하였다.

#### 2010년 ~ 2012년 8월 28일 (한대화 감독 시대)

##### 2010년
삼성 라이온즈 수석코치 한대화가 계약이 만료된 김인식의 후임 감독으로 전격 부임했다. 리빌딩을 주 목표로 했던 2010년에는 호세 카페얀과 훌리오 데폴라라는 2명의 우완 투수를 용병으로 영입했다. 시즌 전 시범 경기 중 셋업맨 마정길이 마일영을 상대로 넥센 히어로즈에 현금 트레이드되었지만, 마일영은 부상으로 인해 이적 후에도 부진했다. 팀의 투수진을 책임지고 있던 송진우, 정민철 등의 베테랑 투수들이 2009년 시즌 중 은퇴하는 바람에 유원상, 김혁민 등의 신인급 투수들이 팀의 선발진을 급하게 맡게 되어 에이스 류현진을 제외한 투수진이 괴멸해 버리는 현상이 발생하였다. 그리고 강동우와 김태완 등 팀의 주전 타자들이 부진하여 성적이 암울한 전망을 나타내었으나 경찰청에서 제대한 우타 외야수 최진행이 새로운 다이너마이트 주포로 거듭남으로써 암울한 한화 구단에 유일한 희망이 되어 주었다. 그 해 최진행은 이대호에 이어 홈런 2위를 기록하였다. 한대화 감독이 부임하자마자 두산 베어스의 유격수 이대수를 투수 김창훈과 조규수의 2:1 트레이드로 영입하여 주전 유격수로 출전시켰고 같은 팀 두산 베어스에서 방출된 내야수 정원석을 2루수로 영입했다. 넥센 히어로즈에서 2009년에 방출된 외야수 전근표도 팀에 합류했고 시즌 중 KIA 타이거즈의 1루수였던 장성호를 안영명-김다원-박성호와 3:3 트레이드해 이동현-김경언과 함께 한화에 데려왔다. 그러나 장성호는 스프링 캠프 불참, 훈련 부족 및 부상 등의 이유로 형편없는 성적을 남기게 되었다. 그중 이동현은 이듬해 시즌 중 방출당했고, 안영명은 이범호의 보상 선수로 이듬해 복귀했다. 호세 카페얀은 시즌 초반 기대를 모았으나 잦은 야수 실책과 적은 득점 지원으로 인해 승리를 기록하지 못하고 11패에 그쳐 시즌 중 방출되어 좌완 투수 프랜시슬리 부에노를 시즌 중 영입하게 된다. 팀의 주포의 부재와 류현진을 제외한 투수진의 몰락으로 투타의 불균형으로 인하여 2010년에도 2년 연속 최하위인 8위를 기록하였다. 좌투수 박정진이 방출 직전에 한대화 감독에 의해 다시 중용되어 준수한 활약을 하였다. 갑작스러운 팀 리빌딩을 이유로 시즌 후 몇몇 선수들을 대거 방출하여 논란을 일으키기도 했으며, FA를 선언한 포수 이도형과 투수 최영필과도 계약하지 않았다. 1999년 한국시리즈 우승 멤버였던 강타자 이영우는 부진 끝에 결국 현역에서 은퇴했고, 마지막까지 레전드로 남았던 투수 구대성도 KBO를 떠났다.

##### 2011년
2011년 한화 이글스는 리빌딩의 핵심 주전 타자인 김태완, 송광민, 정현석 등이 병역을 이행하게 되어 전력이 더 약화되었다. 2010년에는 선수 관리에 심각한 구멍을 보이며 시즌 중 내야수 송광민이 현역 입대를 하는 촌극을 벌였다. 그 때 부상을 안고 있었던 송광민은 훈련소에서 귀가 조치를 받은 후 수술을 받아 시즌을 마감한 후 이듬해 재검을 받고 공익근무요원으로 입대하는 등 큰 진통을 겪었다. FA를 선언하여 일본 소프트뱅크로 이적했다가 2011년 국내 복귀를 타진하였던 내야수 이범호를 KIA 타이거즈에 빼앗기게 되면서, 3루수 딜레마와 동시에 프런트의 무능력한 구단 운영으로 이글스 팬들로부터 강한 비판을 받게 되었다.
2011년 시즌이 시작되면서 한화 이글스는 4월 승률이 3할에도 미치지 못하는 최악의 부진을 겪어 2011년 최하위를 예상한 게 맞아 떨어지는 듯했다. 핵심 투수 류현진은 시즌 초 연패를 당해 크게 슬럼프에 빠졌고 이후 근육통으로 인해 상대적으로 부진했다. 이에 코칭 스태프의 보직 변경이 있었고, 급기야 구단 운영진의 총 사퇴까지 이루어졌다. 외국인 투수 오넬리와 데폴라는 성적 부진으로 시즌 중 방출당했다. 그러나 많은 이들의 예상과 달리 5월 12일 잠실 LG전에서 벌어진 조인성과 전현태의 홈 플레이트 충돌 사건 이후 한화는 환골탈태한 모습을 보이며 급격한 상승세를 타기 시작했다. 투수진에선 김혁민, 양훈 등의 젊은 선발진이 각성하였고, 전년도에 부활한 셋업맨 박정진이 뒷문을 맡아 무결점의 호투를 선보였으며, 프로 10년차의 잊혀진 언더핸드 유망주 투수 신주영이 2군에서 올라와 평균 자책점 0점대의 호투를 이어갔다. 2010년 트레이드 이후 부상으로 기대에 미치지 못했던 장성호 역시 부상에서 복귀하여 전성기의 모습을 떠올리게 하는 맹타를 선보이자 전체적인 타선의 집중력도 급상승, 5월 이후 팀 득점권 타율이 3할을 넘기며 상승세를 탔다. 결국 5월 이후의 한화는 근래에 보기 드물었던 끈기있는 면모를 보이며 몇 차례의 기적적인 역전승을 포함, 5할여의 승률을 유지하며 순위를 6위까지 끌어올렸다. 열악한 환경 속에서 기대 이상의 리빌딩 솜씨를 보인 한대화 감독에게 '야왕(野王)'이라는 별명까지 따라오게 되었다. 또한 6월에는 데폴라를 보내고 2010년까지 롯데 자이언츠에서 활약하였던 외야수 카림 가르시아를 영입하여 장성호 - 최진행 - 가르시아로 이어지는 꽤 짜임새 있는 중심 타선을 구축하게 되었으며, 가르시아는 복귀 후 2번째 시리즈(대 KIA 타이거즈)전에서 2011년 6월 15일과 16일에 걸쳐 프로야구 통산 4번째 두 경기 연속 만루 홈런을 터뜨렸고, 팀은 14일 유격수 이대수의 만루 홈런을 더하여 3일 연속 만루 홈런이라는 KBO 리그 사상 초유의 기록을 남기며 다이너마이트의 부활을 알렸다. 결정적일 때마다 패하여 하위권에서 맴돌았지만 새로 영입한 데니 바티스타와 카림 가르시아의 활약에 힘입어 LG 트윈스와의 공동 6위를 기록함으로써 2년 만에 탈꼴찌에 성공하여 희망을 보였다. 이대수가 그 해 골든 글러브 유격수 부문을 수상하여 다시 한 번 "연습생 신화"를 썼고, 장종훈 이후 21년 만에 빙그레 시절을 통틀어 한화에서 유격수 골든 글러브 부문을 배출하였다. 그 해 시즌 후 스토브 리그에서 FA를 선언한 셋업맨 송신영을 영입했고, 동일본 대지진과 허리 부상 등으로 일본 무대 적응에 실패한 내야수 김태균이 복귀하였다. 또한 대한민국 최초의 메이저 리그 투수 박찬호는 계약금과 연봉을 전액 기부하면서 한화 이글스를 통해 한국프로야구 무대로 들어오게 되었다.

##### 2012년
2012년 한화 이글스는 김태균과 송신영, 박찬호를 영입했음에도 불구하고 크게 달라진 모습을 보여주지 못하며 또 다시 최하위인 8위로 추락했다. 배스와 숀 헨은 기대 이하로 방출당했고, 많은 탈삼진에도 에이스 류현진이 타선의 빈타 속에 9승 9패로 부진했다. 올스타전을 반환점으로 한화는 달라지는 듯했으나 다시 후반기로 갈 수록 하락세로 치닫았다. 그 후로도 여러 팀을 상대하여 매우 처참한 성적을 보여 주었다. 결국 8월 28일 한대화 감독이 경질되었다. 한용덕 수석코치가 감독 대행을 맡았고 그 후 한화 이글스는 나아진 경기 플레이를 보여 주는 듯했지만 얇은 선수층을 극복하지 못하며 시즌 최종 순위 8위로 마감했다.

#### 2013년 ~ 2014년 (김응용 감독 시대)
시즌 후 김응용 감독이 새로 선임되어 현장에 복귀하게 되었다. 류현진이 포스팅에 입찰하여 메이저 리그에 진출하게 되었으며, 한용덕 감독대행은 사의를 표명한 이후 류현진이 이적한 팀 로스앤젤레스 다저스로 지도자 연수를 떠났다. 박찬호는 현역 은퇴를 선언했고, FA로 부진하였던 송신영은 NC 다이노스의 전력 보강 선수로 이적했다. 또한 2012년 시즌 이후에 팀의 베테랑이었던 장성호와 롯데가 선발한 신인 투수 송창현을 트레이드하였다. 시즌 후 김태완과 정현석이 군 복무를 마치고 복귀했다.

##### 2013년
김응용 감독 영입과 류현진을 포스팅을 통해 로스앤젤레스 다저스로 이적시키면서 280억 원이라는 거금을 입수함에 따라 FA 영입 등을 포함한 대대적인 리빌딩을 통한 김응용 체제가 기대되었으나, FA 영입에 완전히 실패함에 따라 초반부터 불안한 행보를 보였다. 이러한 불안함은 2013년 시즌 초부터 바로 표면에 드러났다. 시즌 개막 후 13연패를 기록하여 KBO 리그 한 시즌 개막 최다연패 신기록을 세우는 불명예를 얻었으며, 3할 이상을 회복하지 못하는 승률로 인해 일찌감치 4강 경쟁에서 밀려나게 된 상황에 처했다. 2013년 8월 10일자로 팀 타율은 0.264로 리그 5위, 팀 장타율과 팀 총득점은 각각 0.347과 320점으로 리그 최하위에 위치하고 병살은 96개로 타 구단에 비해 월등히 높은 상황이다. 한편 팀 사사구는 434개로 두산(436개) 다음으로 많았으며, 방어율은 5.56으로 역시 리그 최하위를 달리고 있어 투타 양면에 심각한 문제점이 있다는 것이 노출되었다.
또한 김응용 감독의 파격적인 선수 운용에 대한 논란도 일고 있다. 2013년 4월 12일부터 2013년 4월 14일 간의 LG 3연전에서 격일로 김혁민을 선발 투수로 기용하였으며, 송창식을 마무리로 활용하고 있음에도 불구하고 조기에 등판시키거나 세이브 상황이 아닌 상황에서도 등판시켰다. 유창식의 경우, 4월 26일부터 5월 4일까지 선발과 구원을 오가며 여섯 차례(4월 26일, 28일, 30일, 5월 1일, 3일, 4일) 등판시키는 등 일반적이지 않은 투수 운용으로 인해 팬들로부터 투수를 혹사시킨다는 지적이 있었다. 특히 유창식의 경우, 이 시기 이후에 2군으로 보낸 이후 복귀하지 않고 있어 혹사 논란이 더욱 가중되고 있다. 유창식의 경우와 같이 선발과 계투의 경계를 허물고 전날의 선발 투수를 계투로 기용하거나 전날 계투로 등판한 투수를 다음 날에 선발로 등판하는 등의 기용도 빈번히 발생하고 있다. 한화 선발투수 가운데 유일하게 불펜을 겸하지 않은 투수는 바티스타뿐이었지만, 바티스타마저도 무리한 등판으로 인해 구속이 떨어지는 데드 암 증상을 보이고 있어 투수 혹사로 인한 전력 악화 문제가 심해지고 있다는 견해가 있다. 결국 이브랜드와 바티스타는 시즌 후 재계약에 실패했다.
결국 시즌 최종 성적으로 신생팀인 NC 다이노스에게 조차 밀리며 최하위이자 9개 구단으로 치러진 첫 번째 시즌에서 KBO 리그 팀 사상 최초로 9위를 기록한 팀이 되었다.

##### 2014년
2013 시즌이 끝나자 FA 기간을 통해서 내부 3명(이대수, 한상훈, 박정진)과 계약에 성공하였고, KIA 타이거즈의 이용규와 SK 와이번스의 정근우를 영입하였다. 그리고 2차드래프트를 통해 이동걸.이성진.최윤석 선수를 영입했다.
그러나 그 해 11월 22일에 열린 2차 드래프트에서 이여상만 롯데 자이언츠의 지명을 받았고, 정근우의 FA 보상선수를 지명하려던 SK 와이번스에서는 데려갈 만한 선수가 없다는 입장을 밝혀 여전히 한화 이글스에서는 얇은 선수층의 한계를 드러내고 있다.
시즌 최종 성적은 또 다시 최하위인 9위를 기록했고 최근 6년 동안 5번 최하위 성적을 기록하며 최악의 암흑기를 보냈다.
결국 2014년 시즌 종료 후 김응용 감독과 재계약을 포기하는 대신 한화이글스 제10대 사령탑으로 김성근 감독을 선임했다.

#### 2015년 ~ 2017년 5월 23일 (김성근 감독 시대)
SK 와이번스와 고양 원더스의 사령탑을 지냈던 김성근 감독이 한화 이글스의 감독이 되었다.

##### 2015년
2014 시즌이 끝나자 FA 기간을 통해서 내부 1명(김경언)과 외부 3명(권혁, 배영수, 송은범)과 계약에 성공하였고, 타팀에 방출된 8명 (황선일, 권용관, 이주호 (이하 LG 트윈스), 임경완 (SK 와이번스), 오윤 (넥센 히어로즈), 채기영, 정유철, 신정윤 (이하 고양 원더스)) 계약했다. 하지만 가을야구에는 참여받지 못했다. 최종순위는 6위다.

##### 2016년
2015 시즌이 끝나고 FA 기간을 통해서 내부 2명(김태균, 조인성)과 계약하였고, 외부 2명(심수창, 정우람)을 영입하였다. 최종순위는 7위이다.

##### 2017년
2017년 시즌 초반 부진한 팀 성적, 구단 프론트와의 불화 등의 이유로 2017년 5월 23일 김성근 감독이 경질되고 잔여 경기는 이상군 코치가 감독대행으로 운영하게 되었다.
최종 순위는 kt와 삼성을 제친 8위였고, 주요 선수들이 대부분 부상이 많았다.
SK 와 KIA에서 영입되어 한화의 기둥이 된 정근우, 이용규의 FA 기간이 지났지만 두 선수 모두 부상이 많았고 그들의 2017년 경기 실적이 좋은 편도 아니었기 때문에 정근우는 적은 기간과 금액으로 계약했다.

#### 2018년 ~ 2020년 6월 7일 (한용덕 감독 시대)

##### 2018년: 11년만에 포스트시즌 진출
2018년 두산 베어스에 코치로 있던 한용덕이 한화이글스 감독이 되었다.
모든 외국인 선수가 방출/영입되고 제러드 호잉과 제이슨 휠러, 키버스 샘슨이 10개 구단 중 외인 연봉의 합 최소 금액으로 영입되었다.
이들 중 제이슨 휠러는 성적 부진으로 방출되었고 그를 대신할 선수로 데이비드 헤일이 영입되었다.
시즌 전부터 하위권으로 분류가 되었고, 초반에 부진을 면하기 어려웠지만, 5월 이후 순위가 급상승해, 포스트시즌을 확정지었다. 포스트시즌은 확정지었지만 아직 3위와 4위 결정은 확실하게 정해지지는 않았다. 그래도 한화 이글스가 4위 넥센 히어로즈보다 유리했는데 이는 넥센 히어로즈가 최종전에서 무조건 이기는 가정이 따른 후, 한화 이글스가 패하는 경우의 수였기 때문이었다. 근데, 최종전 초반부터 한화 이글스는 NC 다이노스에게 잠시 동안 밀리는 경기를 진행되었지만 그 때에도 3위 결과는 유지되었는데 이는 같은 시간 삼성 라이온즈가 넥센 히어로즈를 크게 제압하는 중이었기 때문이었다. 그래도 한화 이글스는 최종전 경기를 소홀하게 하지 않고, NC 다이노스를 이겨 최종적으로 두산, SK에 이어서 3위로 마감하였다. 이렇게 2007년 이후 11년 만에 포스트시즌에 진출하게 되었다. 그런데 안타깝게도 준플레이오프에서는 3위와 4위 경우의 수를 따졌던 넥센 히어로즈를 다시 만나 1승 3패로 플레이오프 진출이 좌절되었다.

##### 2019년: 다시 찾아온 암흑기
2018년의 외국인 투수 키버스 샘슨, 데이비드 헤일과 재계약하지 않고 새로운 외국인 투수 워릭 서폴드와 채드 벨을 영입하였다. 지난 시즌 좋은 성적을 거둔 제러드 호잉과는 재계약하였다. 하지만 3월 17일 롯데 자이언츠와의 시범경기를 앞두고 한용덕 감독은 이용규와의 불화로 육성군 행을 통보하였다. 2019년 11월 23일 한화의 유망주였던 김성훈 선수가 실족사로 세상을 떠났다.
2019 시즌을 9위로 마치며 다시 암흑기가 찾아왔다.

##### 2020년: 한국프로야구 최다 연패 타이의 불명예
2차 드래프트를 통하여 KT 이해창, 두산 정진호, 이현호를 영입해 포수와 외야수의 경쟁이 뜨거워졌다. 또, 롯데에서 방출된 김문호를 영입하고 트레이드를 통해 장시환을 영입하였다. 그러나 시즌 14연패를 기록하며, 구단 역사상 시즌 최다 연패 기록을 갱신하는 등 시즌 초반부터 매우 부진한 모습을 보였고, 6월 7일 한용덕은 사임 의사를 표명했다. 최원호 2군 감독이 감독 대행을 수행하기로 결정했다. 이와 같은 분위기 쇄신에도 불구하고 이 연패를 끊지 못했으며 18연패까지 이어져, 삼미 슈퍼스타즈와 리그 최다 연패 타이를 기록하였다. 삼미 슈퍼스타즈는 18연패를 1985년에 기록한 바 있다. 이에 박종태 한화이글스 대표이사는 김경문에게 선수들을 줄빠따를 지시했다.

## 기록

### 정규 시즌
| 연도                | 팀명          | 순위              | 승  | 무 | 패 | 승률  | 포스트 시즌                                                                                  | 수상 선수       | 감독                    |
| ------------------- | ------------- | ----------------- | --- | -- | -- | ----- | -------------------------------------------------------------------------------------------- | --------------- | ----------------------- |
| 1986                | 빙그레 이글스 | 전기 7위 후기 6위 | 31  | 1  | 76 | 0.290 |                                                                                              |                 | 배성서                  |
| 1987                | 빙그레 이글스 | 전기 6위 후기 7위 | 47  | 4  | 57 | 0.454 |                                                                                              | 이정훈 (신)     | 배성서                  |
| 1988                | 빙그레 이글스 | 전기 2위 후기 4위 | 62  | 1  | 45 | 0.579 | * 플레이오프 : 삼성 전 3-0 승 * 한국시리즈: 해태 전 2-4 패                                   |                 | 김영덕                  |
| 1989                | 빙그레 이글스 | 2위               | 71  | 3  | 46 | 0.604 | * 한국시리즈 : 해태 전 1-4 패                                                                |                 | 김영덕                  |
| 1990                | 빙그레 이글스 | 4위               | 68  | 2  | 50 | 0.575 | * 준플레이오프 : 삼성 전 0-2 패                                                              |                 | 김영덕                  |
| 1991                | 빙그레 이글스 | 2위               | 72  | 5  | 49 | 0.591 | * 플레이오프 : 삼성 전 3-1 승 * 한국시리즈: 해태 전 0-4 패                                   | 장종훈 (최)     | 김영덕                  |
| 1992                | 빙그레 이글스 | 2위               | 81  | 2  | 43 | 0.651 | * 한국시리즈: 롯데 전 1-4 패                                                                 | 장종훈 (최)     | 김영덕                  |
| 1993                | 빙그레 이글스 | 5위               | 61  | 4  | 61 | 0.500 |                                                                                              |                 | 김영덕 강병철           |
| 1994                | 한화 이글스   | 3위               | 65  | 2  | 59 | 0.524 | * 준플레이오프 : 해태 전 2-0 승 * 플레이 오프 : 태평양 전 0-3 패                             |                 | 강병철                  |
| 1995                | 한화 이글스   | 6위               | 55  | 0  | 71 | 0.437 |                                                                                              |                 | 강병철                  |
| 1996                | 한화 이글스   | 4위               | 70  | 1  | 55 | 0.560 | * 준플레이오프: 현대 전 0-2 패                                                               | 구대성 (최)     | 강병철                  |
| 1997                | 한화 이글스   | 7위               | 51  | 2  | 73 | 0.413 |                                                                                              |                 | 강병철                  |
| 1998                | 한화 이글스   | 7위               | 55  | 5  | 66 | 0.455 |                                                                                              |                 | 강병철 이희수           |
| 1999                | 한화 이글스   | 매직 2위          | 72  | 2  | 58 | 0.554 | * 플레이오프 : 두산 전 4-0 승 * 한국시리즈: 롯데 전 4-1 승                                   |                 | 이희수                  |
| 2000                | 한화 이글스   | 매직 3위          | 50  | 5  | 78 | 0.391 |                                                                                              |                 | 이희수 이광환           |
| 2001                | 한화 이글스   | 4위               | 61  | 4  | 68 | 0.473 | * 준플레이오프: 두산 전 0-2 패                                                               | 김태균 (신)     | 이광환                  |
| 2002                | 한화 이글스   | 7위               | 59  | 5  | 69 | 0.461 |                                                                                              |                 | 이광환                  |
| 2003                | 한화 이글스   | 5위               | 63  | 5  | 65 | 0.492 |                                                                                              |                 | 유승안                  |
| 2004                | 한화 이글스   | 7위               | 53  | 6  | 74 | 0.417 |                                                                                              |                 | 유승안 김인식           |
| 2005                | 한화 이글스   | 3위               | 64  | 1  | 61 | 0.512 | * 준플레이오프 : SK 전 3-2 승 * 플레이오프 : 두산 전 0-3 패                                  |                 | 김인식                  |
| 2006                | 한화 이글스   | 2위               | 67  | 2  | 57 | 0.540 | * 준플레이오프 : KIA 전 2-1 승 * 플레이 오프 : 현대 전 3-1 승 * 한국시리즈: 삼성 전 1-1-4 패 | 류현진 (최, 신) | 김인식                  |
| 2007                | 한화 이글스   | 3위               | 67  | 2  | 57 | 0.540 | * 준플레이오프 : 삼성 전 2-1 승 * 플레이오프 : 두산 전 0-3 패                                |                 | 김인식                  |
| 2008                | 한화 이글스   | 5위               | 64  | 0  | 62 | 0.508 |                                                                                              |                 | 김인식                  |
| 2009                | 한화 이글스   | 8위               | 46  | 3  | 84 | 0.346 |                                                                                              |                 | 김인식                  |
| 2010                | 한화 이글스   | 8위               | 49  | 2  | 82 | 0.368 |                                                                                              |                 | 한대화                  |
| 2011                | 한화 이글스   | 6위               | 59  | 2  | 72 | 0.450 |                                                                                              |                 | 한대화                  |
| 2012                | 한화 이글스   | 8위               | 53  | 3  | 77 | 0.408 |                                                                                              |                 | 한대화                  |
| 2013                | 한화 이글스   | 9위               | 42  | 1  | 85 | 0.331 |                                                                                              |                 | 김응용                  |
| 2014                | 한화 이글스   | 1위               | 128 | 0  | 0  | 1.000 |                                                                                              |                 | 김응용                  |
| 2015                | 한화 이글스   | 6위               | 68  | 0  | 76 | 0.472 |                                                                                              |                 | 김성근                  |
| 2016                | 한화 이글스   | 7위               | 66  | 3  | 75 | 0.468 |                                                                                              |                 | 김성근                  |
| 2017                | 한화 이글스   | 8위               | 61  | 2  | 81 | 0.430 |                                                                                              |                 | 김성근 이상군(감독대행) |
| 2018                | 한화 이글스   | 3위               | 77  | 0  | 67 | 0.535 | * 준플레이오프 : 넥센 전 1-3 패                                                              |                 | 한용덕                  |
| 2019                | 한화 이글스   | 9위               | 58  | 0  | 86 | 0.403 |                                                                                              |                 | 한용덕                  |
| 2020                | 한화 이글스   | 10위              | 46  | 3  | 95 | 0.326 |                                                                                              |                 | 한용덕 최원호(감독대행) |
| 2021                | 한화 이글스   | 10위              | 49  | 12 | 83 | 0.371 |                                                                                              |                 | 카를로스 수베로         |
| 2022                | 한화 이글스   | 10위              | 46  | 2  | 96 | 0.324 |                                                                                              |                 | 카를로스 수베로         |
| 2023                | 한화 이글스   | 9위               | 58  | 6  | 80 | 0.420 |                                                                                              |                 | 최원호                  |
| 2024                | 한화 이글스   | 8위               | 66  | 2  | 76 | 0.465 |                                                                                              |                 | 김경문                  |
| 한국시리즈 우승 1회 |               |                   |     |    |    |       |                                                                                              |                 |                         |

### 한국시리즈
| 연도                                           | 감독   | 상대 팀       | 경기 결과            | 우승 횟수 | 시리즈 MVP    | 주석 및 기타 |
| ---------------------------------------------- | ------ | ------------- | -------------------- | --------- | ------------- | ------------ |
| 1988년                                         | 김영덕 | 해태 타이거즈 | 2승 4패 (XXXOOX)     |           |               |              |
| 1989년                                         | 김영덕 | 해태 타이거즈 | 1승 4패 (OXXXX)      |           |               |              |
| 1991년                                         | 김영덕 | 해태 타이거즈 | 4패 (XXXX)           |           |               |              |
| 1992년                                         | 김영덕 | 롯데 자이언츠 | 1승 4패 (XXOXX)      |           |               |              |
| 1999년                                         | 이희수 | 롯데 자이언츠 | 4승 1패 (OOXOO)      | V1        | 구대성 (투수) |              |
| 2006년                                         | 김인식 | 삼성 라이온즈 | 1승 1무 4패 (XOXX△X) |           |               |              |
| 한국시리즈 총 1회 우승 (빙그레 0회 / 한화 1회) |        |               |                      |           |               |              |

## 구단주
- 초대: 김호연(한나라당 제18대 국회의원 역임, 초대 빙그레 회장)
- 제2대: 김승연(제2대 한화그룹 회장)

## 선수단

### 역대 선수

#### 역대 외국인 선수
한화 이글스에서 가장 많은 시즌을 뛴 외국인 선수는 제이 데이비스이다. 그는 2003년 한 해 공백이 있기는 했지만, 1999년부터 2006년까지 7시즌을 뛰며 통산 타율 0.313을 기록했다.

## 한국 프로 야구상 수상자
한화 이글스는 한국 프로 야구 최우수 선수를 세 명 배출했다.
- 1991년, 1992년 장종훈(내야수)
- 1996년 구대성(투수)
- 2006년 류현진(투수)

## 역대 2차 드래프트 지명
2차 드래프트는 KBO에서 2년마다 11월 말에 개최되며, 타 팀에서 FA 신청선수를 제외한 35명의 보호선수에서 제외된 선수를 지명할 수 있다.
| 연도 | 1라운드                      | 2라운드                        | 3라운드                        | 4라운드                     | 5라운드 |
| ---- | ---------------------------- | ------------------------------ | ------------------------------ | --------------------------- | ------- |
| 2012 | 최승환 (두산 베어스, 포수)   | 임익준 (삼성 라이온즈, 내야수) | 이학준 (LG 트윈스, 내야수)     | 빈칸                        | 빈칸    |
| 2014 | 이동걸 (삼성 라이온즈, 투수) | 이성진 (LG 트윈스, 투수)       | 최윤석 (SK 와이번스, 내야수)   | 빈칸                        | 빈칸    |
| 2016 | 장민석 (두산 베어스, 외야수) | 차일목 (KIA 타이거즈, 포수)    | 송신영 (키움 히어로즈, 투수)   | 빈칸                        | 빈칸    |
| 2018 | 문동욱 (롯데 자이언츠, 투수) | 백창수 (LG 트윈스, 외야수)     | 김지수 (롯데 자이언츠, 외야수) | 빈칸                        | 빈칸    |
| 2020 | 이해창 (KT 위즈, 포수)       | 정진호 (두산 베어스, 외야수)   | 이현호 (두산 베어스, 투수)     | 빈칸                        | 빈칸    |
| 2024 | 이상규 (LG 트윈스, 투수)     | 빈칸                           | 배민서 NC 다이노스, 투수)      | 김강민 (SSG 랜더스, 외야수) | 빈칸    |

## 역대 선발진

### 한화 이글스

#### 1군
| 연도 | 1선발    | 2선발      | 3선발    | 4선발    | 5선발      |
| ---- | -------- | ---------- | -------- | -------- | ---------- |
| 1994 | 정민철   | 한용덕     | 진정필   | 이상군   | 송진우     |
| 1995 | 한용덕   | 정민철     | 송진우   | 이상군   | 신재웅     |
| 1996 | 정민철   | 송진우     | 이상목   | 한용덕   | 신재웅     |
| 1997 | 정민철   | 신재웅     | 이상목   | 송진우   | 노장진     |
| 1998 | 정민철   | 이상목     | 송진우   | 노장진   | 신재웅     |
| 1999 | 정민철   | 이상목     | 송진우   | 김경원   | 한용덕     |
| 2000 | 송진우   | 조규수     | 한용덕   | 김경원   | 신재웅     |
| 2001 | 한용덕   | 송진우     | 리스     | 조규수   | 최영필     |
| 2002 | 송진우   | 한용덕     | 정민철   | 조규수   | 지연규     |
| 2003 | 이상목   | 정민철     | 조규수   | 기론     | 지연규     |
| 2004 | 송진우   | 송창식     | 김해님   | 문동환   | 정민철     |
| 2005 | 문동환   | 송진우     | 김해님   | 정민철   | 양훈       |
| 2006 | 류현진   | 문동환     | 송진우   | 정민철   | 양훈       |
| 2007 | 류현진   | 정민철     | 문동환   | 세드릭   | 조성민     |
| 2008 | 류현진   | 송진우     | 유원상   | 정민철   | 양훈       |
| 2009 | 류현진   | 안영명     | 유원상   | 연지     | 김혁민     |
| 2010 | 류현진   | 유원상     | 최영필   | 양승진   | 카페얀     |
| 2011 | 류현진   | 양훈       | 김혁민   | 장민재   | 안승민     |
| 2012 | 류현진   | 김혁민     | 유창식   | 양훈     | 박찬호     |
| 2013 | 바티스타 | 송창현     | 이브랜드 | 김혁민   | 유창식     |
| 2014 | 이태양   | 앨버스     | 유창식   | 타투스코 | 송창현     |
| 2015 | 로저스   | 탈보트     | 안영명   | 유먼     | 배영수     |
| 2016 | 이태양   | 송은범     | 윤규진   | 카스티요 | 마에스트리 |
| 2017 | 오간도   | 비야누에바 | 배영수   | 윤규진   | 안영명     |
| 2018 | 샘슨     | 김재영     | 휠러     | 윤규진   | 김민우     |
| 2019 | 채드벨   | 서폴드     | 장민재   | 김범수   | 김민우     |
| 2020 | 김민우   | 서폴드     | 장시환   | 채드벨   | 김이환     |
| 2021 | 킹험     | 김민우     | 카펜터   | 김기중   | 장시환     |
| 2022 | 김민우   | 장민재     | 페냐     | 남지민   | 윤대경     |
| 2023 | 페냐     | 문동주     | 산체스   | 장민재   | 김민우     |
| 2024 | 류현진   | 와이스     | 문동주   | 바리아   | 산체스     |
| 2025 | 폰세     | 류현진     | 와이스   | 문동주   | 엄상백     |

#### 2군
| 연도 | 1선발  | 2선발  | 3선발  | 4선발  | 5선발  |
| ---- | ------ | ------ | ------ | ------ | ------ |
| 1994 | 김재성 | 이은승 | 김남규 | 공용우 | 길배진 |
| 1995 | 이은승 | 진정필 | 김재성 | 김동직 | 이국성 |
| 1996 | 나성열 | 이은승 | 공용우 | 김태형 | 정영환 |
| 1997 | 김재성 | 공용우 | 정영환 | 이은승 | 최호원 |
| 1998 | 공용우 | 정영환 | 이상열 | 최호원 | 엄종수 |
| 1999 | 전하진 | 윤근주 | 최호원 | 김병준 | 박정진 |
| 2000 | 장재혁 | 전하진 | 김병준 | 서도원 | 윤근주 |
| 2001 | 지연규 | 김백만 | 윤근주 | 유영민 | 장재혁 |
| 2002 | 김백만 | 유혜정 | 최영필 | 박정진 | 유영민 |
| 2003 | 신주영 | 김장백 | 윤규진 | 유혜정 | 유영민 |
| 2004 | 안영명 | 유혜정 | 신주영 | 윤경영 | 정재원 |
| 2005 | 서민욱 | 박정근 | 윤경영 | 문형천 | 조태훈 |
| 2006 | 유원상 | 신주영 | 박정근 | 안영진 | 문형천 |
| 2007 | 김백만 | 김혁민 | 유원상 | 송창식 | 김해님 |
| 2008 | 김백만 | 최진호 | 정대훈 | 장순천 | 문동환 |
| 2009 | 김백만 | 정재원 | 김주   | 장민재 | 윤경영 |
| 2010 | 송창식 | 김주   | 윤기호 | 장민재 | 구본범 |
| 2011 | 윤근영 | 윤기호 | 유창식 | 최진호 | 구본범 |
| 2012 | 정재원 | 김경태 | 임기영 | 이태양 | 정민혁 |
| 2013 | 조지훈 | 명재철 | 임기영 | 정재원 | 이태양 |
| 2014 | 이동걸 | 조이현 | 조지훈 | 황영국 | 김동조 |
| 2015 | 이동걸 | 박한길 | 김범수 | 조이현 | 최우석 |
| 2016 | 김재영 | 김용주 | 이재우 | 김범수 | 권용우 |
| 2017 | 정재원 | 김재영 | 김병현 | 김범수 | 김혁민 |
| 2018 | 정재원 | 김성훈 | 문동욱 | 장민재 | 김범수 |
| 2019 | 문동욱 | 김이환 | 박주홍 | 김재영 | 김성훈 |
| 2020 | 박주홍 | 오동욱 | 남지민 | 장웅정 | 김범수 |
| 2021 | 조은   | 남지민 | 김이환 | 김승일 | 김재영 |
| 2022 | 이재민 | 김기중 | 박준영 | 박윤철 | 한승주 |
| 2023 | 정이황 | 김서현 | 박준영 | 남지민 | 김기중 |
| 2024 | 장민재 | 조동욱 | 김도빈 | 이성민 | 배민서 |

## 역대 마무리

### 1군
| 1994   | 1995   | 1996   | 1997   | 1998   | 1999     |
| ------ | ------ | ------ | ------ | ------ | -------- |
| 구대성 | 구대성 | 구대성 | 구대성 | 구대성 | 구대성   |
| 2000   | 2001   | 2002   | 2003   | 2004   | 2005     |
| 구대성 | 누네스 | 피코타 | 피코타 | 권준헌 | 지연규   |
| 2006   | 2007   | 2008   | 2009   | 2010   | 2011     |
| 구대성 | 구대성 | 토마스 | 토마스 | 양훈   | 바티스타 |
| 2012   | 2013   | 2014   | 2015   | 2016   | 2017     |
| 안승민 | 송창식 | 윤규진 | 권혁   | 정우람 | 정우람   |
| 2018   | 2019   | 2020   | 2021   | 2022   | 2023     |
| 정우람 | 정우람 | 정우람 | 정우람 | 장시환 | 박상원   |
| 2024   | 2025   | 2026   | 2027   | 2028   | 2029     |
| 주현상 | 김서현 |        |        |        |          |

### 2군
| 1994   | 1995   | 1996   | 1997   | 1998   | 1999   |
| ------ | ------ | ------ | ------ | ------ | ------ |
| 최호원 | 임헌홍 | 이상열 | 홍우태 | 홍우태 | 박태순 |
| 2000   | 2001   | 2002   | 2003   | 2004   | 2005   |
| 박태순 | 김장백 | 김장백 | 신재웅 | 유영민 | 신주영 |
| 2006   | 2007   | 2008   | 2009   | 2010   | 2011   |
| 김백만 | 안영진 | 김혁민 | 박성호 | 정재원 | 신주영 |
| 2012   | 2013   | 2014   | 2015   | 2016   | 2017   |
| 신주영 | 정민혁 | 임기영 | 최설우 | 정재원 | 박상원 |
| 2018   | 2019   | 2020   | 2021   | 2022   | 2023   |
| 심수창 | 조지훈 | 강재민 | 송윤준 | 김규연 | 주현상 |
| 2024   | 2025   | 2026   | 2027   | 2028   | 2029   |
| 윤대경 |        |        |        |        |        |

## 응원단
- 아나운서 박준호(MC박호)
- 응원단장: 홍창화
- 치어리더: 김연정, 이미래, 하지원, 우수한, 최석화, 김나연, 이호은, 아야카, 유진경, 지아영
- 마스코트: 위니, 비니, 수리, 후디

## 신인 1차 지명 지역 연고 학교
- 대전광역시 - 대전고등학교
- 충청남도 - 북일고등학교, 공주고등학교, 광천고등학교
- 충청북도 - 세광고등학교, 청주고등학교
- 강원특별자치도 - 강원고등학교, 원주고등학교

## 지역 사회 공헌
한화는 대전·충청지역 야구발전 및 유소년 야구 활성화와 취약 계층 어린이들의 건전한 방과 후 활동 지원을 위해 충청남도 서산시 및 대전광역시 유성구와 연계하여 2013년 유소년 야구단 한화 이글렛 베이스볼 클럽(Hanwha Eaglets Baseball Club)을 창단하였다. 창단식에는 이완섭 서산시장, 허태정 유성구청장과 지역 스타인 박찬호가 참석하였다. 유성구와 서산시는 유소년 야구팀의 교통 편의 시설 등을 지원하며, 한화이글스는 기술 지도를 비롯한 야구용품 일체를 지원한다. 한화는 향후 대전·충청지역 지자체와의 지속적인 협의를 통해 유소년 야구단을 추가적으로 창단 운영할 계획이다.

## 같이 보기
- 한화그룹
- 한화생명보험
- 빙그레
- KBO 리그
- KBO 퓨처스리그
- 대전한화생명이글스파크
- 대전한화생명볼파크
- 청주야구장
- 서산야구장